# Глебов, Михаил Петрович
 Михаил Петрович Глебов  (1790—1853) — ротмистр Кавалергардского полка, участник Отечественной войны 1812 года

## Биография
Происходил из дворян Тульской губернии. Сын полковника Петра Ивановича (умер до июля 1812 года) и Марии Васильевны Ченцовой, родной племянницы генерал-аншефа И. А. Заборовского.
Определён 5 апреля 1806 года из пажей в кавалергардский полк эстандарт-юнкером и 30 ноября того же года корнетом.
23 февраля 1809 года утверждён, по выбору офицеров, полковым квартермистром.
В 1810 году поручиком, в 1813 году штабс-ротмистром, 16 января 1816 года ротмистром и 17 декабря того же года уволен за болезнью в отставку, с мундиром.
Участвовал в кампании 1807 года и за сражение под Фридландом награждён золотой шпагой и прусским орденом «Pour le Mérite». В последующих кампаниях не участвовал, так как с 1812 года и до выхода в отставку ему было поручено ремонтирование полка.
Женат был дважды:
1) на Анне Петровне Новосильцевой, дочери П. А. Новосильцева и Лачиновой, и от этого брака имел четырёх сыновей.
2) на Е. И. Баранчеевой, брак бездетный.
Выйдя в отставку, Глебов поселился в своём селе Панино, близ Тулы, и «один из первых построил сахарный завод и завёл плужную пашню. Но впоследствии хозяйство отошло на задний план. Единственными занятиями его были чтение и охота с гончими. Библиотека его была обширная, и в ней было всё, что печаталось до 50-х годов лучшего на русском и французском языках по политической истории, естественной истории и медицине, по литературе же — мало». Глебов имел в деревне больницу и сам лечил.
Умер в 1852 или 1853 году в селе Панино, где и похоронен. Там же похоронена и вторая его жена.

## Награды
- Золотое оружие «За храбрость»
- Pour le Mérite (Пруссия)